# Urodus distincta
Urodus distincta is een vlinder uit de familie van de Urodidae. De wetenschappelijke naam van de soort is voor het eerst geldig gepubliceerd in 1911 door Strand.